# Xã Orono, Quận Muscatine, Iowa
Xã Orono (tiếng Anh: Orono Township) là một xã thuộc quận Muscatine, tiểu bang Iowa, Hoa Kỳ. Năm 2010, dân số của xã này là 560 người.